# Centralni ngwi jezici
Centralni ngwi jezici, jedna od četiri podskupine ngwijskih jezika, šira burmijska skupina. Rašireni su na području Kine, i dijelom u Vijetnamu. Obuhvaća 24 jezika, to su:
- Axi ili axi yi [yix] (China), 100.000 (Bradley 2007), prije klas. u jugoistočni yi.
- Azhe ili azhe yi [yiz] (China), 54.000 (Bradley 2007); prije klas. u jugoistočni yi.
- Hlersu [hle] (China); 15.000 (2007);  priznat 14. 1. 2008.
- Buyuan Jinuo [jiy] (China), 1.000 (1994); prije klas. u južni lolo.
- Youle Jinuo [jiu] (China), 10.000 (Bradley 2007); prije klas. u južni lolo.
- Kucong [lkc] (Vijetnam; Kina), 46.870. priznat 14. 1. 2008. podijelom jezika lahu [kds] na Kucong [lkc] i Lahu Shi [lhi] (novi ident.)
- Lahu [lhu] (China); 445.700 u više zemalja; prije klas. u Lahu, ⇒akha.
- Lahu Shi [lhi] (China), 196.200; priznat 14. 1. 2008. podijelom jezika lahu [kds] na Kucong [lkc] i Lahu Shi [lhi] (novi ident.) i klasificiran u lahu ⇒akha.
- Dongshanba Lalo [yik] (China), 30.000 (2002). Prije nazivan yishan lalu yi, i klas. u zapadne yi jezike. U očekivanju je da se podijeli na [ela] istočni Lalo, [llw] zapadni Lalo, [lda] istočni planinski centralni lalo (prije Dongshanba Lalo)
- Xishanba Lalo [ywt] (China), 300.000 (Xiong 1991); prije nazivan zapadni yi, dongshan lalu yi, lalo, lalopa, misaba i klasif. u zapadne yi jezike.
- Istočni Lalu [yit] (China), 38.000 (2002). prije klasif. u zapadne yi jezike.
- Zapadni Lalu [ywl] (China), 38.000 (2002). Prije nazivan zapadni lalu yi i klas. u zapadne yi jezike.
- Lamu [llh] (China), 120 (2007), priznat 14. 1. 2008.
- Lang’e [yne] ili la’u (China), 2.000 (2007). Priznat 14. 1. 2008.
- Limi [ylm] (China), 29.000 (2002). Prije nazivan limi yi i klas. u lolo.
- Lipo [lpo] (China), 420,000 (2007). Prije klas. u lisu; 14. 1. 2008 u njega je uklopljen dayao yi [yio]
- Lolopo [ycl] (China), 380.000 (2007). prije nazivan centralni yi, nanhua lolopho, shuangbo lolopho, yao'an lolopho, i klas. u centralne yi jezike.
- Mili [ymh] (China), 23.000 (2002). Prije nazivan mili yi i klas. u lolo.
- Miqie [yiq] (China) 30.000 (Bradley 2007), prije nazivan Miqie yi i klas. u centralne yi jezike.
- Nusu [nuf] (China), 12.000 (Bradley 2007). Prije se vodio kao neklas. lolo jezik.
- Sani [ysn] (China), 100.000 (2007). Prije nazivan sani yi i klas. u jugoistočne yi jezike.
- Talu [yta] (China), 13.600 (2007). Priznat 14. 1. 2008.
- Tanglang [ytl] (China), broj govornika nije poznat. Priznat je 14. 1. 2008.
- Zauzou [zal] (China), 2.100 (Bradley 2007). Prije se vodio kao neklas. lolo jezik.